# Alice von Hildebrand
Alice von Hildebrand z domu Jourdain (ur. 11 lutego 1923 w Brukseli, zm. 14 stycznia 2022 w Nowym Jorku) – niemiecka katolicka filozof i teolog, druga żona Dietricha von Hildebranda.
W 2013 r. z okazji 90 rocznicy urodzin została odznaczona Krzyżem Wielkim Orderu Świętego Grzegorza Wielkiego.

## Publikacje
- Greek Culture, the Adventure of the Human Spirit, editor (G. Braziller, 1966)
- Introduction to a Philosophy of Religion (Franciscan Herald Press, 1970)
- By Love Refined: Letters to a Young Bride (Sophie Institute Press, 1989), wyd. polskie Jak kochać po ślubie?
- Women and the Priesthood (Franciscan University Press, 1994)
- By Grief Refined: Letters to a Widow (Franciscan University Press, 1994)
- Memoiren und Aufsätze gegen den Nationalsozialismus, 1933–1938, with Dietrich von Hildebrand and Rudolf Ebneth, (Matthias-Grünewald-Verlag, 1994)
- Soul of a Lion: Dietrich Von Hildebrand: a Biography (Ignatius Press, 2000)
- The Privilege of Being a Woman (Veritas Press, 2002)
- Memoirs of a Happy Failure (Saint Benedict Press, 2014) ISBN 1-61890-126-5, ISBN 978-1-61890-126-2